# Nová Ves u Chotěboře
Pour les articles homonymes, voir Nová Ves.
Nová Ves u Chotěboře (en allemand : Neudorf) est une commune du district de Havlíčkův Brod, dans la région de Vysočina, en Tchéquie. Sa population s'élevait à 551 habitants en 2020.

## Géographie
Nová Ves u Chotěboře se trouve à 5 km au nord-nord-ouest de Chotěboř, à 18 km au nord-nord-est de Havlíčkův Brod, à 41 km au nord-nord-est de Jihlava et à 94 km à l'est-sud-est de Prague.
La commune est limitée par Víska au nord, par Maleč et Libice nad Doubravou à l'est, par Chotěboř au sud, et par Uhelná Příbram à l'ouest.

## Histoire
La première mention écrite de la localité date de 1347.